# فلاديمير دورديفيك
فلاديمير دورديفيك (بالصربية: Владимир Ђорђевић)‏ هو لاعب كرة قدم صربي، ولد في 25 ديسمبر 1982 في نيش في صربيا. لعب مع النجم الأحمر بلغراد ورادنيتشكي نيش وغيور تورنا أوزتالي ونادي فلومينينسي.

## وصلات خارجية
- فلاديمير دورديفيك على موقع قاعدة بيانات كرة القدم.إي يو (الإنجليزية)
- فلاديمير دورديفيك على موقع Soccerway.com (الإنجليزية)
- فلاديمير دورديفيك على موقع عالم كرة القدم.نت (الإنجليزية)